# Zettai muteki Raijin-Oh
Zettai muteki Raijin-Oh (絶対無敵ライジンオー?) è una serie anime televisiva di 51 episodi mandata in onda su TV Tokyo dal 3 aprile 1991 al 25 marzo 1992. È inoltre la prima serie anime della serie Eldran, franchise fondato dalla Tomy e prodotto dallo studio Sunrise.
Dal 1992 al 1993 è stata prodotta anche una serie OAV di 4 episodi.

## Trama
L'impero Jaaku (lett. "impero del male") giunge sulla Terra con l'intento di conquistarla e depredarla. Dalla loro fortezza lanceranno un missile che inonderà il pianeta di Akudamas, uova d'oscurità dalle quali nascono mostri malvagi, formati da tutto ciò che infastidisce e frusta l'essere umano.
A difendere la Terra dovrà pensarci il "guardiano di luce" Eldran, che usando l'eroico robot Raijin-Oh dovrà contrastare l'impero del male ed impedire che il missile cada sul pianeta. Accade, però che il missile si scontri con l'Eldran, così da far cadere il Raijin-Oh sulla Terra. In particolare, il robot si blocca su una scuola elementare giapponese.
Eldran lascia il compito di sconfiggere le bestie malvagie ad una classe di questa scuola. Affida inoltre, il Raijin-Oh ai bambini, affidando a ciascuno di essi un ruolo ben preciso.
Eldran trasforma anche la loro scuola, facendo in modo che possa trasformarsi in un centro di comando all'occorrenza. I tre bambini che guidano il Raijin-Oh sono Jin, Asuka e Kouji.

## Robot

### Ken-Oh
- Caratteristiche
  - Altezza: 15,4 metri
  - Peso: 10,0 Mg
  - Massima velocità: 420 km/h
  - Cavalli di potenza: 5.500 cavalli (370 kW)

Ken-Oh (剣王? let. "Re Spada") è un robot umanoide, pilotato da Jin Hyuga, protagonista dell'anime. Forma il torso di Raijin-Oh.

### Hou-Oh
- Caratteristiche
  - Altezza: 35,7 metri
  - Peso: 15,5 Mg
  - Velocità di movimento al suolo: 80 km/h
  - Massima velocità di volo: Mach 9

Hou-Oh (鳳王? let. "Re Fenice") è un robot simile ad una fenice, pilotato da Asuka Tsukishiro, ed è il più veloce del trio robotico. Hou-Oh forma le braccia e le ali di Raijin-Oh.

### Juu-Oh
- Caratteristiche
  - Altezza: 30,5 metri
  - Peso: 28,5 Mg
  - Massima velocità: 640 km/h
  - Cavalli di potenza: 99.000 cavalli (74.000 kW)

Juu-Oh (獣王? let. "Re Bestia") è un robot simile ad un leone, pilotato da Koji Hoshiyama. Forma le gambe del Raijin-Oh e la testa di leone è utilizzata per lo scudo nel quale è contenuta la spada Raijin. Juu-Oh è il più forte del trio.

### Raijin-Oh
- Caratteristiche
  - Altezza: 25 metri
  - Peso: 54 Mg
  - Velocità di movimento al suolo: 880 km/h
  - Massima velocità di volo: Mach 10
  - Cavalli di potenza: 200.000 cavalli (150.000 kW)

Raijin-Oh (ライジンオー?) è un robot dalle fattezze umane che possiede uno scudo, dal quale esce un raggio, e una spada. Raijin-Oh è la fusione del trio robotico protagonista dell'anime, ed è chiamato ogni qualvolta il nemico da battere è troppo potente.

### Bakuryu-Dragon
- Caratteristiche
  - Altezza: 58 metri
  - Peso: 70 Mg
  - Velocità di movimento al suolo: 130 km/h
  - Massima velocità di volo: Mach 20

Dopo che il comandante Belzeb spedisce un gigantesco robot di cristallo all'imperatore Warzu ad assistere le bestie Jaaku, il Raijin-Oh viene coadiuvato nelle sue battaglie da un altro robot, Bakuryu-Dragon (バクリュウドラゴン?), robot simile ad un drago che può tramutarsi in un robot umanoide, Bakuryu-Oh (バクリュウオー?).